# Essel
Essel is een gemeente in de Duitse deelstaat Nedersaksen. De gemeente vormt de noordoostelijke hoek van de Samtgemeinde Schwarmstedt in het Landkreis Heidekreis.
Essel telt 1.182 inwoners.

## Dorpen in de gemeente
Essel is onderverdeeld in:
- Essel-dorp
- Engehausen
- Stillenhöfen
- Ostenholzer Moor

## Ligging, infrastructuur
Essel ligt slechts enkele kilometers ten noordoosten van de hoofdplaats Schwarmstedt aan de Aller. Engehausen ligt dicht bij belangrijke natuurreservaten in de buurgemeente Winsen. 
Door de gemeente lopen de Bundesstraße 214 en de Autobahn A7. Deze hoofdwegen kruisen elkaar bij Buchholz, waar ook afrit 50 van de Autobahn is.  Twee km ten noorden van afrit 50 ligt, dicht bij het dorpje Engehausen,  langs de A7 Raststätte Allertal met o.a. een fastfoodrestaurant, een tankstation e.d. 
Essel is een plattelandsgemeente met landbouw en - vanwege het natuurschoon - enig toerisme.  In de gemeente staan enige schilderachtige, oude boerderijen.
Het dorp Schwarmstedt heeft een station  aan de spoorlijn van Hannover  via Walsrode naar Bremervörde; zie: Spoorlijn Hannover - Bremervörde. Ook Lindwedel heeft een stoptreinstationnetje aan deze lijn. Eén keer per uur stopt er een stoptrein in beide richtingen. Busverkeer binnen de Samtgemeinde is beperkt tot een door vrijwilligers verzorgd buurtbusnet. De buurtbussen, die niet op zaterdag of op zon- en feestdagen rijden, verbinden Schwarmstedt met de belangrijkste andere dorpen in de Samtgemeinde.

## Geschiedenis
Het dorp wordt in 1251 voor het eerst in een document vermeld. In de middeleeuwen lag het aan een regionaal belangrijke oversteekplaats in de Aller. Of dit een voorde was, of dat er een brug heeft gelegen, is niet meer bekend.  Nabij het gehucht Engehausen hebben in de middeleeuwen twee kasteeltjes gelegen ter bescherming van deze strategische plek, maar daarvan is niets bewaard gebleven.

## Afbeeldingen

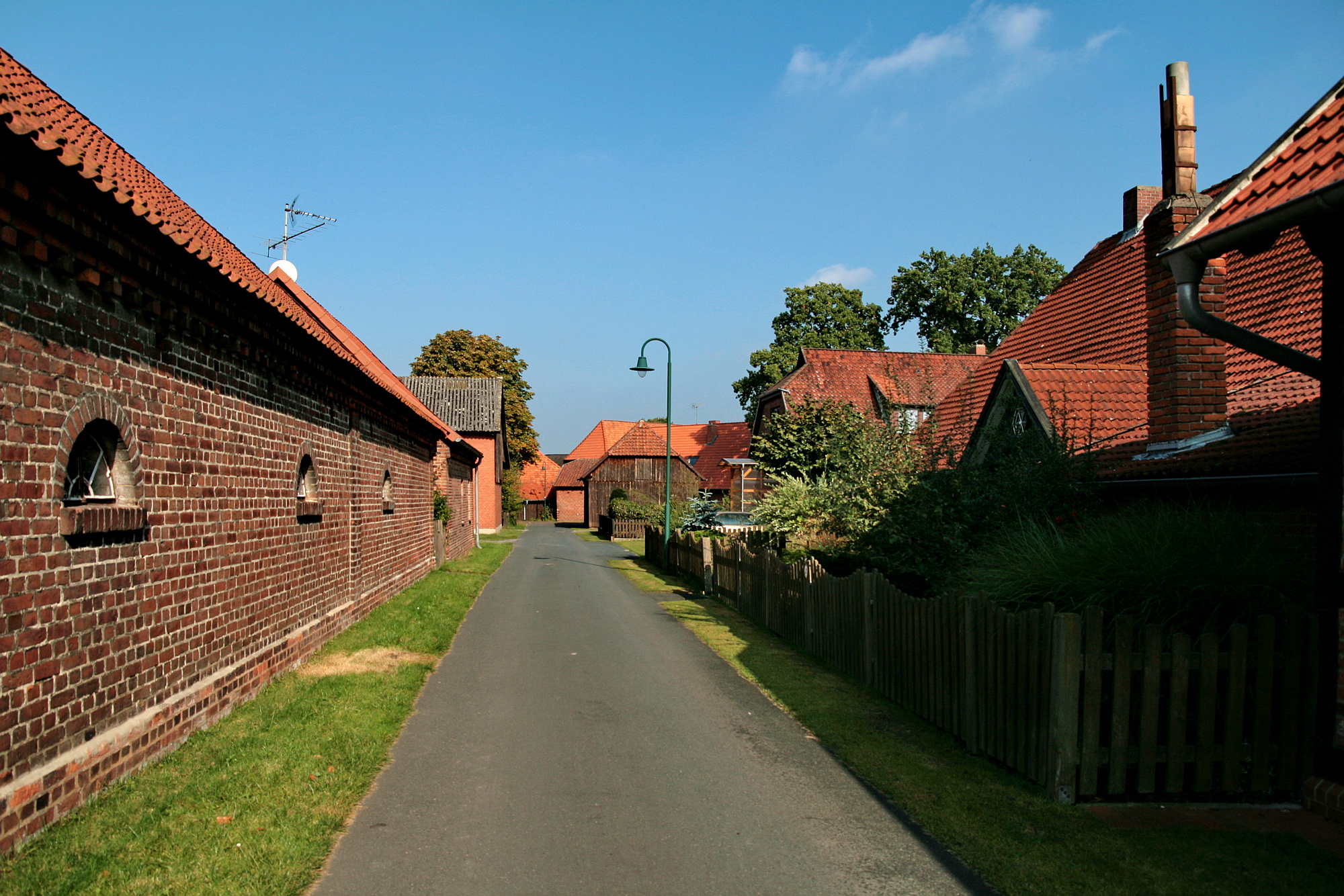
In het dorp Essel
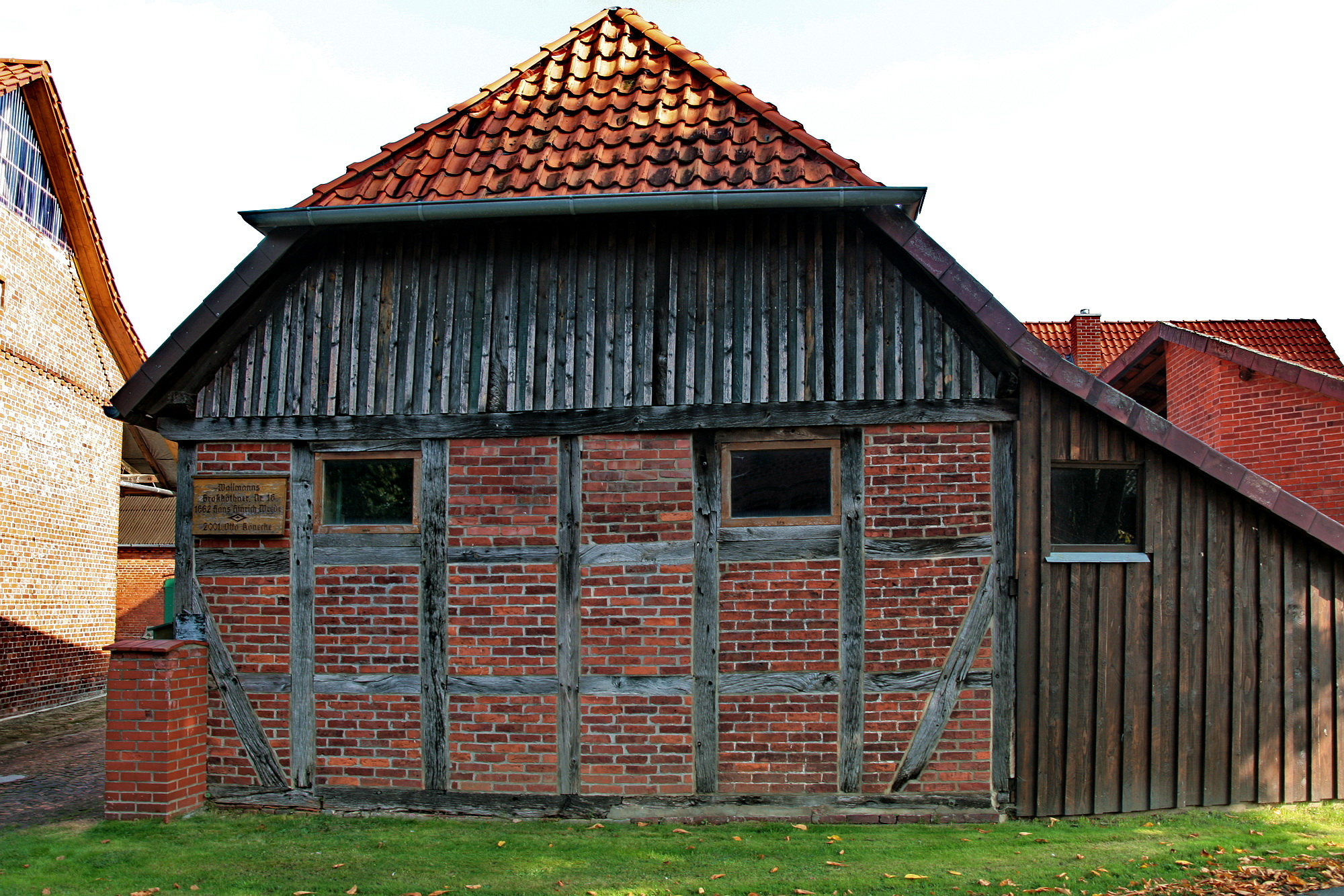
Boerderij uit 1662
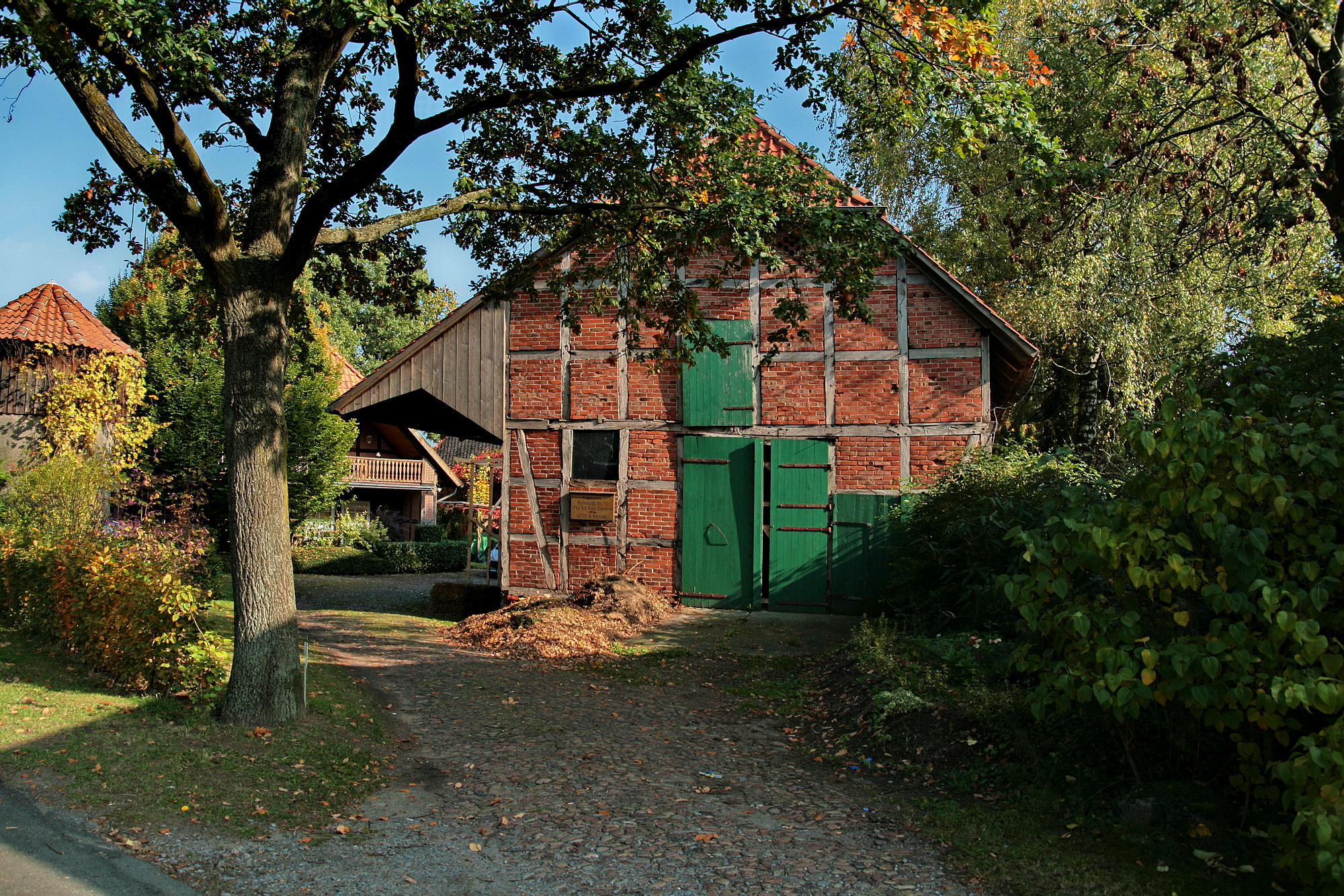
Boerderij uit 1782
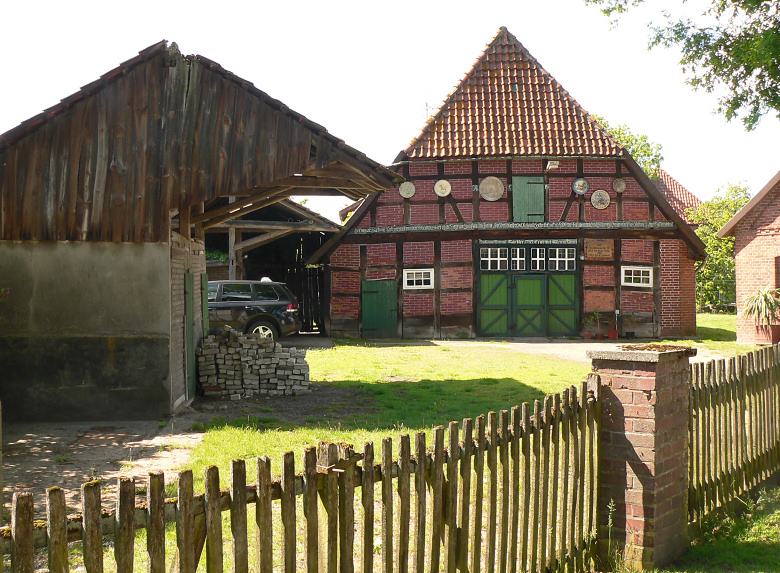
Een andere boerderij uit 1782

- Bibliothèque nationale de France: cb121213739 (data)
- Gemeinsame Normdatei: 4321228-1
- Système universitaire de documentation: 086041045
- Virtual International Authority File: 132209142
- WorldCat: E39PBJmxVbcfQWb9PbjQqCxJjC

Ahlden · 
Bad Fallingbostel · 
Bispingen · 
Böhme · 
Bomlitz · 
Buchholz · 
Eickeloh · 
Essel · 
Frankenfeld · 
Gilten · 
Grethem · 
Hademstorf · 
Häuslingen · 
Hodenhagen · 
Lindwedel · 
Munster · 
Neuenkirchen · 
Osterheide · 
Rethem (Aller) · 
Schneverdingen · 
Schwarmstedt · 
Soltau · 
Walsrode · 
Wietzendorf